# Це гріх
«Це гріх» (англ. It's a Sin) — британський телевізійний міні-серіал, написаний і створений Расселом Т Девісом і розроблений Red Production Company. П'яти-серійна драма вийшла 22 січня 2021 на Channel 4 у Великій Британії.

## Сюжет
П'ятеро 18-річних переїжджають в Лондон в 1981. Їхнє життя перевертається з ніг на голову через кризу СНІД.

## У ролях
| Актор                | Роль                                                                    |
| -------------------- | ----------------------------------------------------------------------- |
| Оллі Александр       | починаючий актор і співак Річі Тозер                                    |
| Лідія Вест           | починаюча актриса Джилл Бекстер                                         |
| Каллум Скотт Гавеллс | валлійський підмайстер з продажу у кравця Savile Row Колін Морріс-Джонс |
| Омарі Дуглас         | працівник бару з нігерійської родини Роско Бабатунде                    |
| Натаніель Кертіс     | вчитель з індійської родини Еш Мукерджі                                 |
| Ніл Патрік Гарріс    | продавець Savile Row Генрі Колтрейн                                     |
| Кілі Гоуз            | мати Річі Валері Тозер                                                  |
| Шон Дулі             | батько Річі Клайв Тозер                                                 |
| Трейсі Енн Оберман   | агент Річі Керол Картер                                                 |
| Стівен Фрай          | депутат-консерватор Артур Ґаррісон                                      |

## Епізоди
| № серії | Назва серії | Режисер(и) | Сценарист(и)   | Оригінальна дата показу |
| --- | ----------- | ---------- | -------------- | ----------------------- |
| 1 | Епізод 1    | Пітер Гор  | Рассел Т Девіс | 22 січня 2021           |
| Вересень 1981. Життя п’ятьох друзів сходяться в лондонській квартирі. Віддалена загроза означає, що життя у 1980-х може бути надто дорогоцінним.                             |             |            |                |                         |
| 2 | Епізод 2    | Пітер Гор  | Рассел Т Девіс | 29 січня 2021           |
| Грудень 1983. Колін їде до Нью-Йорка. Старий знайомий просить Джил про дивну послугу, і Джил потрапляє в пастку світу брехні, коли тінь СНІДу наближається.                  |             |            |                |                         |
| 3 | Епізод 3    | Пітер Гор  | Рассел Т Девіс | 5 лютого 2021           |
| 1986. Сусіди по квартирі в Рожевому Палаці працюють, закохуються і знаходять свій шлях у світі. Проте трагедія вдаряє несподівано, та вони мають боротися як ніколи раніше.  |             |            |                |                         |
| 4 | Епізод 4    | Пітер Гор  | Рассел Т Девіс | 12 лютого 2021          |
| Березень 1988. Річі вирушає у самотню подорож додому. Коли починаються акції протесту проти кризи СНІДу, Джилл опиняється в небезпеці, а Роско зіткнеться з Маргарет Тетчер. |             |            |                |                         |
| 5 | Епізод 5    | Пітер Гор  | Рассел Т Девіс | 19 лютого 2021          |
| 1991. Сусіди по квартирі гуртуються, коли вступають в найпохмуріші дні свого життя. Коли Валері виходить на стежку війни, Джилл має допомогти Річі, поки не запізно.         |             |            |                |                         |

## Виробництво

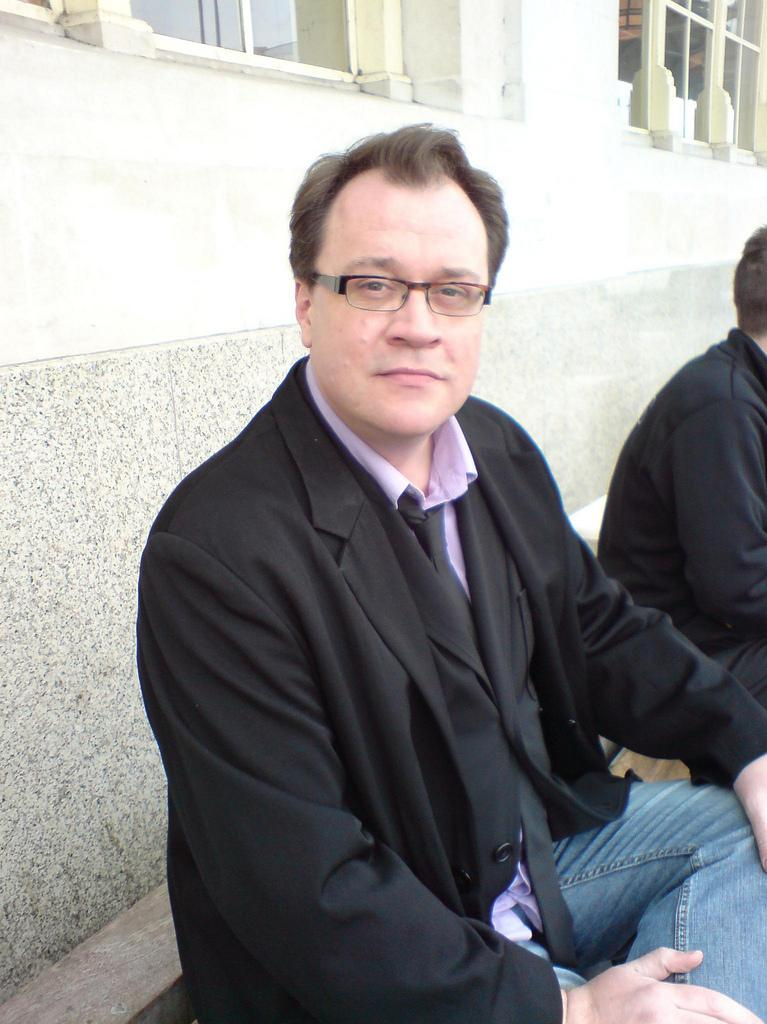
«Це гріх» написав і розробив Рассел Т Девіс.

Акторський склад був оголошений у жовтні 2019 року. Основні зйомки почалися в Манчестері в жовтні 2019 року. Були також повідомлення про зйомки в Рос-он-Сі, Уельс та Ліверпулі.

## Нагороди та номінації
| Рік  | Премія                                 | Категорія                                                               | Номінанти                | Результат | Дж.    |
| ---- | -------------------------------------- | ----------------------------------------------------------------------- | ------------------------ | --------- | ------ |
| 2021 | Banff Rockie Awards                    | Програма року                                                           | Це гріх                  | Перемога  | [ 8 ]  |
| 2021 | British LGBT Awards                    | Медіа момент                                                            | Це гріх Рассела Т Девіса | Очікує    | [ 9 ]  |
| 2021 | Телевізійний фестиваль в Монте-Карло   | Найкращий мінісеріал                                                    | Це гріх                  | Перемога  | [ 10 ] |
| 2021 | Телевізійний фестиваль в Монте-Карло   | Видатна актриса                                                         | Лідія Вест               | Перемога  | [ 10 ] |
| 2021 | Премія Асоціації телевізійних критиків | Видатні досягнення в телефільмах, міні-серіалах і спеціальних програмах | Це гріх                  | Очікує    | [ 11 ] |